# 장가 (전한)
장가(張嘉, ? ~ ?)는 전한 말기의 관료이다.

## 행적
원시 원년(1년), 광록대부에서 좌풍익으로 전임되었다.

## 출전
- 반고, 《한서》 권19하 백관공경표 下

| 전임 방상 | 전한의 좌풍익 1년 ~ 3년? | 후임 광함 |